# Colliseum Waltzes
Colliseum Waltzes är en vals utan opustal av Johann Strauss den yngre. Ort och datum för första framförandet är okänt.

## Historia
Med ett gage på 100 000 dollar lockades Johann Strauss att göra den långa resan till USA. Tillsammans med sin hustru Jetty anlände han till Hoboken utanför New York den 15 juni 1872. I Boston hade det anordnats ett stort fredsjubileum och en internationell musikfestival. Evenemangen ägde rum i Back-Bay distriktet i en lokal kallad Coliseum, som vid den tiden var den största byggnaden i Amerika med över 50 000 sittplatser. Under sin tid i Boston dirigerade Strauss sexton konserter och två baler. Varje konsert var tillägnad en särskild nation eller en särskild person. 
Valsen Colliseum Waltzes var uppkallad efter den gigantiska byggnaden och klaverutdraget publicerades samma år. Det verkar som att Johann Strauss inte dirigerade sin vals vid någon de många konserterna mellan 17 juni och 4 juli, inte heller vid den välgörenhetskonsert som hölls till hans ära den 6 juli. Inte heller någon av de amerikanska tidningarna nämner verket, inte ens vid Strauss korta besök i New York då han dirigerade tre konserter 8, 10 och 12 juli 1872.
Hösten 1983 upptäckte Dann Chamberlin, en amerikansk medlem av "The Johann Strauss Society of Great Britain", ett klaverutdrag av valsen på USA:s kongressbibliotek. Han överlämnade valsen till musikforskaren Jerome D. Cohen vars orkestrering ligger till grund för inspelningen på skivmärket "Marco Polo". I sin analys av Strauss "amerikanska valser" skriver Norman Godel (en annan medlem av det brittiska Straussällskapet) om valsen: han noterar att tema 2B uteslutande är skriven i moll-tonart. Det är ganska vanligt att valser av Strauss börjar eller slutar i moll men det är ovanligt att melodin fortsätter i moll hela verket. Godel skriver vidare: "Märkligt nog gjorde Strauss samma sak igen i ett annat amerikanskt verk, nämligen tema 3A i 'Strauss' Autograph Waltzes'. Trots att valsen [Colliseum Waltzes] saknar inledning - åtminstone i klaverutdraget - innehåller den en coda [avslut] som börjar direkt med en repris av det första temat följt av tema 1B och 4B utan någon sammanlänkande passage alls. Valsen slutar med en 37 takter lång passage mer lik en förväntad Straussvals". Av en slump eller inte är valsens tre första noter identiska med tema 1A av Strauss An der schönen blauen Donau (op. 314), dessutom är båda verkens öppningsteman rytmiskt väldigt lika.

### Strauss "amerikanska" valser
- Walzer-Bouquet No 1 (Fram till slutet identisk med Manhattan-Waltzes)
- Jubilee-Waltz
- Strauss' Autograph Waltzes *
- Strauss' Engagement Waltzes *
- Strauss' Centennial Waltzes *
- Strauss' Enchantement Waltz *
- Colliseum Waltzes*
- Farewell to America Waltz*
- Greeting to America Waltz*
- New York Herald Waltz
- Sounds from Boston Waltzes*
- Manhattan-Waltzes (Fram till slutet identisk med Walzer-Bouquet No 1)
- *= Upphovsmannaskap av Strauss är tveksamt.

## Om verket
Speltiden är ca 8 minuter och 14 sekunder plus minus några sekunder beroende på dirigentens musikaliska tolkning.